# Kościół poewangelicki w Ujściu
Kościół poewangelicki – dawna świątynia protestancka znajdująca się w mieście Ujście, w powiecie pilskim, w województwie wielkopolskim.
Jest to świątynia wzniesiona w latach 1851–52. Budowa została dofinansowana z funduszy króla Fryderyka Wilhelma III Pruskiego. Przebudowana została w latach 1927–29. Od 1945 roku budowla była wykorzystywana jako magazyn. Od 1996 roku prowadzone są prace remontowe – są plany otwarcia w dawnym zborze muzeum rzeki Noteci. W kościele organizowane są wystawy.
Budowla jest szachulcowa, jednonawowa, posiada konstrukcję słupowo–ramową wypełnioną cegłą. Świątynia nie jest orientowana. Jest to kościół salowy, nie posiadający wydzielonego prezbiterium z nawy, zamknięty jest prostokątnie z małą trójbocznie zamkniętą absydą. Po bokach są umieszczone dwie zakrystie wydzielone wewnątrz. Świątynię nakrywa dach jednokalenicowy, pokryty dachówką. Od frontu znajduje się mała wieża osadzona na nawie, zwieńczona okapem i blaszanym, czworokątnym, ostrosłupowym dachem hełmowym. Wnętrze nakryte jest stropem belkowym o przekroju trójkąta z płaskimi odcinkami nad emporami. Podłoga została wykonana z kamienia. Chór muzyczny posiada prostą linię parapetu i jest połączony z emporami wzdłuż ścian podpartymi słupami. Prospekt organowy powstał w połowie XIX wieku. Ołtarz główny ambonowy, w stylu neogotyckim pochodzi z połowy XIX wieku. Świątynia posiada także drewnianą tablicę z nazwiskami poległych członków zboru w I wojnie światowej.